# Nora Helmer
Nora Helmer és un telefilm alemany del 1974 dirigida per Rainer Werner Fassbinder. La pel·lícula està basada en l'obra Casa de nines de Henrik Ibsen.

## Argument
La jove Nora Helmer demana diners en préstec a Krogstad per cuidar el seu marit greument malalt. Per fer-ho, va falsificar la signatura del seu pare. Quan Torvald es converteix en director d'un banc on ara treballa en Krogstad, vol acomiadar Krogstad pel seu passat. Llavors Krogstad fa xantatge a la Nora amenaçant amb revelar la seva falsificació. La Nora intenta fer canviar d'opinió al seu marit, però ell no vol sentir-ne res. Quan el seu marit s'assabenta de la veritat per una carta de Krogstad, vol negar la seva dona perquè tem que la seva carrera estigui ara en perill. Torvald rep més tard una segona carta dels Krogstad, dient-los que renuncia a la divulgació, fet que fa que Torvald perdoni la seva dona. Però la Nora no accepta les disculpes del seu marit. Ella el deixa perquè no entenia els motius darrere de les seves accions.

## Repartiment
- Margit Carstensen: Nora Helmer
- Joachim Hansen: Torvald Helmer
- Barbara Valentin: Christine Linde
- Ulli Lommel: Krogstad
- Klaus Löwitsch: Dr. Rank
- Lilo Pempeit: Marie
- Irm Hermann: Helene

## Crítica
| «                                   | La producció televisiva de Fassbinder del drama d'Ibsen no transmet l'explosivitat emocional i social de l'obra. Sembla que els personatges no tenen cap individualitat, els diàlegs segueixen sense vida. Tampoc queda clar el procés gradual d'emancipació del personatge principal perquè la seva independència s'emfatitza massa amb força a l'inici de la trama. L'obra més feble del director. | » |
| — Lexikon des internationalen Films | |   |